# Ceropegia mendesii
Ceropegia mendesii är en oleanderväxtart som beskrevs av Stopp. Ceropegia mendesii ingår i släktet Ceropegia och familjen oleanderväxter. Inga underarter finns listade i Catalogue of Life.